# Капріаска
Капріаска (італ. Capriasca) — місто  в Швейцарії в кантоні Тічино, округ Лугано.

## Географія
Місто розташоване на відстані близько 155 км на південний схід від Берна, 15 км на південь від Беллінцони.
Капріаска має площу 36,4 км², з яких на 7,1% дозволяється будівництво (житлове та будівництво доріг), 21% використовуються в сільськогосподарських цілях, 65,1% зайнято лісами, 6,7% не є продуктивними (річки, льодовики або гори).

## Демографія
2019 року в місті мешкало 6737 осіб (+7,2% порівняно з 2010 роком), іноземців було 11,1%. Густота населення становила 185 осіб/км².
За віковим діапазоном населення розподілялося таким чином: 20,2% — особи молодші 20 років, 58,5% — особи у віці 20—64 років, 21,3% — особи у віці 65 років та старші. Було 2895 помешкань (у середньому 2,3 особи в помешканні).
Із загальної кількості 1549 працюючих 102 було зайнятих в первинному секторі, 301 — в обробній промисловості, 1146 — в галузі послуг.